# ベスト・コースト
ベスト・コースト (Best Coast) は、アメリカ・カリフォルニア州ロサンゼルス出身のインディーバンド。サーフ・ミュージックをLo-Fiなガレージサウンドで演奏する2人組。

## 来歴

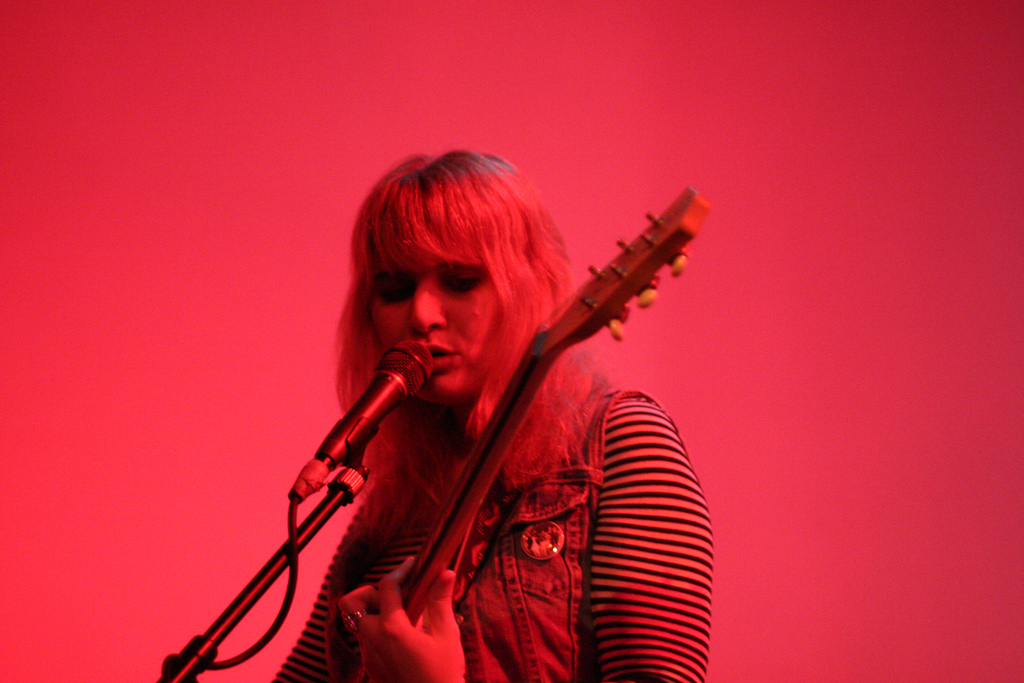
ボーカルのベサニー・コセンティーノ（2010年）

2009年、ロサンゼルスにてベサニー・コセンティーノ(Bethany Cosentino)とボブ・ブルーノ(Bobb Bruno)の2人で結成。ベサニーはカリフォルニア生まれで幼い頃から子役としてTVに出演するなどの経歴を持っていた。彼女はニューヨークで女性シンガーのバッキング・ヴォーカルを務めるなどしていたが、10代の終わり頃には生まれ故郷のカリフォルニアに戻り、いくつかのバンドを経てベスト・コーストを結成した。
バンドはアメリカでメキシカン・サマーとヨーロッパでウィチタ・レコーディングスとそれぞれ契約を結んだ。2010年7月、1stアルバム『クレイジー・フォー・ユー』をリリース。全米チャート36位を記録する。音楽メディアから高い評価を受け、年間ベストアルバムのリストにてSPIN誌で14位、NMEで27位、ピッチフォークで39位に選ばれた。
2012年5月、2ndアルバム『ジ・オンリー・プレイス』をリリース。2015年5月、3作目のアルバム『カリフォルニア・ナイツ』をリリース。2020年2月、4作目のアルバム『オールウェイズ・トゥモロー』をリリース。

## メンバー
- ベサニー・コセンティーノ(Bethany Cosentino)
- ボブ・ブルーノ(Bobb Bruno)

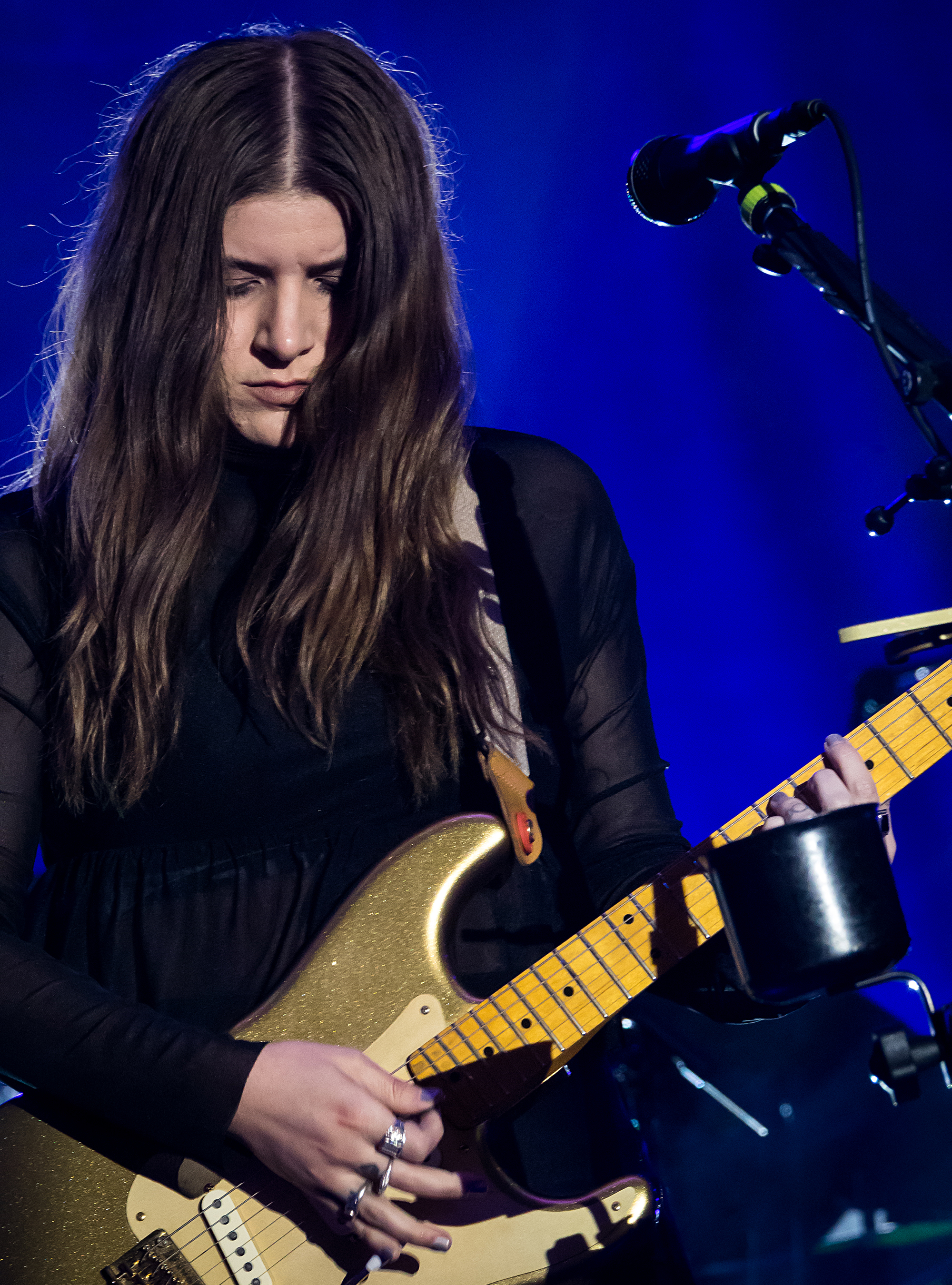
ベサニー・コセンティーノ（ボーカル・ギター）
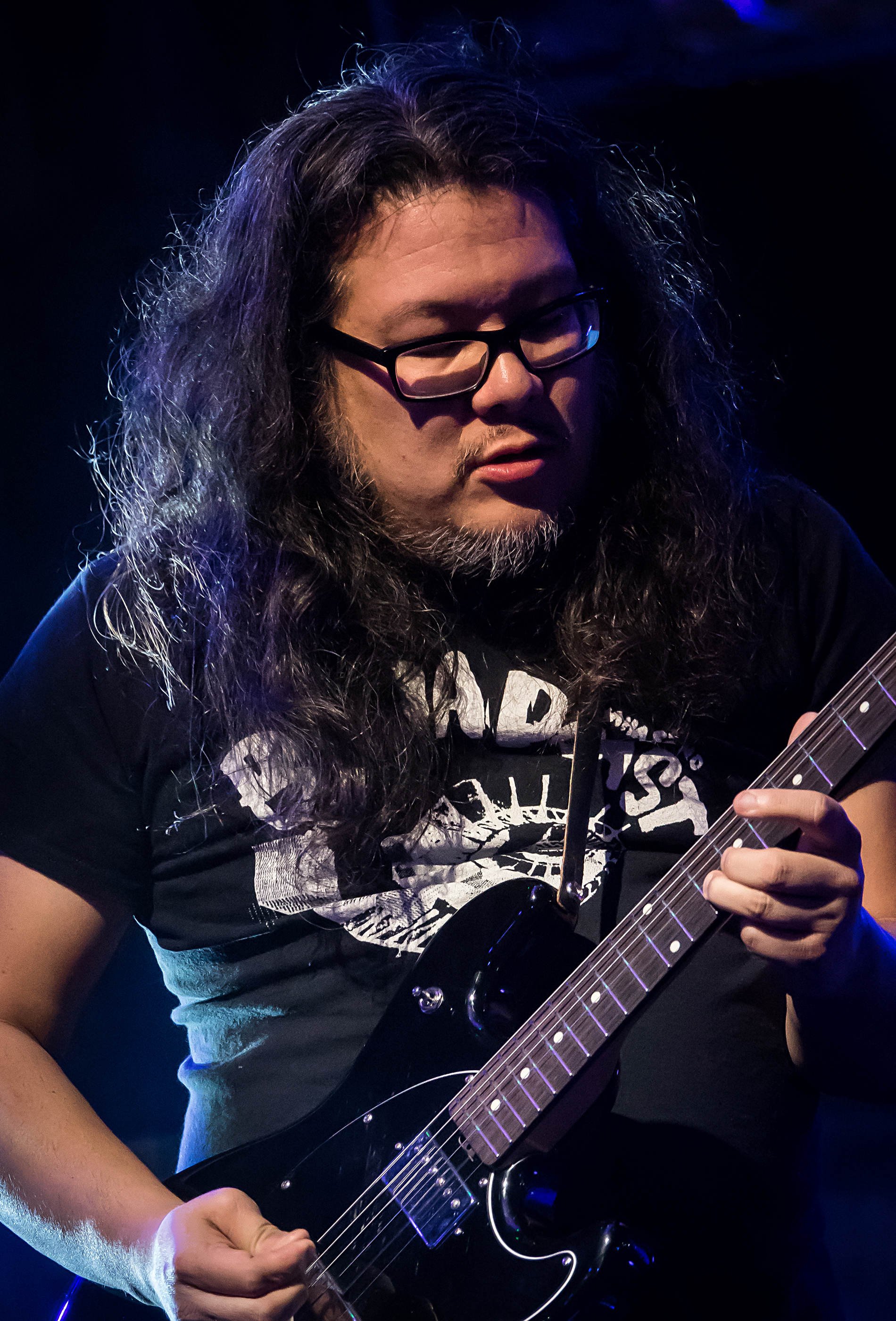
ボブ・ブルーノ（リードギター）

## ディスコグラフィ
スタジオ・アルバム
- クレイジー・フォー・ユー - Crazy for You (2010年7月27日、Mexican Summer)
- ジ・オンリー・プレイス - The Only Place (2012年5月15日、Mexican Summer)
- カリフォルニア・ナイツ - California Nights (2015年5月5日、Harvest)
- オールウェイズ・トゥモロー - Always Tomorrow (2020年2月21日、Concord)

## 日本公演
- 2011年
  - 7月30日、新潟 苗場スキー場 - Fuji Rock Festival
- 2013年
  - 2月3日、東京 Zepp DiverCity - Hostess Club Weekender
- 2015年
  - 8月15日、千葉 幕張メッセ - SUMMER SONIC TOKYO
  - 8月16日、千葉 幕張メッセ - SUMMER SONIC TOKYO